# Занетти Толедо, Стенио
Сте́нио Зане́тти Толе́до (порт.-браз. Stênio Zanetti Toledo; род. 5 апреля 2003, Посус-ди-Калдас), более известный, как Стенио (порт.-браз. Stênio) — бразильский футболист, полузащитник львовских «Карпат», выступающий на правах аренды за клуб «Америка Минейро».

## Клубная карьера
Стенио — воспитанник клуба «Крузейро». 26 июля 2020 года в матче Лиги Минейро против УРТ игрок дебютировал за основной состав. 9 августа в матче против «Ботафого» из Рибейран-Прету он дебютировал в бразильской Серии B. В 2021 году Стенио перешёл в итальянский «Торино», где выступал за молодёжный состав, а по окончании аренды вернулся в обратно. 23 июля 2022 года в поединке против «Баии» игрок забил свой первый гол за «Крузейро». По итогам сезона Стенио помог команде выйти в элиту.

## Международная карьера
В 2023 году в составе молодёжной сборной Бразилии Стенио стал победителем молодёжного чемпионата Южной Америки в Колумбии. На турнире он сыграл в матчах против сборных Перу, Аргентины, Эквадора, Уругвая, а также дважды против Колумбии и Парагвая. В поединке против парагвайцев Стенио забил гол.

## Достижения

### Командные
Сборная Бразилии (до 20 лет)
- Чемпион Южной Америки среди молодёжных команд: 2023